# Việt Nam tại Đại hội Thể thao Bãi biển châu Á 2010
Việt Nam tham gia Đại hội Thể thao Bãi biển châu Á 2010 tại Muscat, Oman từ ngày 8-16 tháng 12 năm 2010. Đoàn thể thao Việt Nam gồm 73 vận động viên thi đấu ở 7 môn thể thao: Bóng ném bãi biển, Cầu mây bãi biển, Bóng đá bãi biển, Bóng chuyền bãi biển, Thể hình, Bơi lội Marathon, Bóng gỗ.

## Các môn thi
| Môn thi              | Nam | Nữ | Tổng |
| -------------------- | --- | -- | ---- |
| Thể hình             | 5   | 0  | 5    |
| Bóng ném bãi biển    | 0   | 10 | 10   |
| Bóng đá bãi biển     | 10  | 0  | 10   |
| Cầu mây bãi biển     | 0   | 12 | 12   |
| Bóng chuyền bãi biển | 2   | 2  | 4    |
| Bóng gỗ bãi biển     | 6   | 0  | 6    |
| Bơi marathon         | 1   | 1  | 2    |
| Tổng                 | 24  | 25 | 49   |

## Tóm tắt huy chương

### Bảng huy chương
| Thể thao          | Vàng | Bạc | Đồng | Toàn bộ |
| Bóng ném bãi biển | 0    | 0   | 1    | 1       |
| Cầu mây bãi biển  | 0    | 1   | 1    | 2       |
| Thể hình          | 0    | 3   | 2    | 5       |
| Toàn bộ           | 0    | 4   | 4    | số 8    |

## Huy chương
| Huy chương | Tên                 | Môn               | Nội dung   | Ngày        |
| ---------- | ------------------- | ----------------- | ---------- | ----------- |
| Bạc        | Việt Nam            | Cầu mây bãi biển  | Đội nữ     | 11 tháng 12 |
| Bạc        | Nguyễn Văn Lâm      | Thể hình          | Nam -65 kg | 10 tháng 12 |
| Bạc        | PHẠM Văn Mach       | Thể hình          | Nam -60 kg | 10 tháng 12 |
| Bạc        | Nguyễn Hải Âu       | Thể hình          | Nam -70 kg | 10 tháng 12 |
| Đồng       | Nguyễn Văn Tuấn     | Thể hình          | Nam -75 kg | 11 tháng 12 |
| Đồng       | Nguyễn Trương Giang | Thể hình          | Nam -65 kg | 10 tháng 12 |
| Đồng       | Việt Nam            | Bóng ném bãi biển | Đội nữ     | 16 tháng 12 |
| Đồng       | Việt Nam            | Cầu mây bãi biển  | Regu nữ    | 15 tháng 12 |